# Урлуцьке сільське поселення
Урлу́цьке сільське поселення (рос. Урлукское сельское поселение) — сільське поселення у складі Красночикойського району Забайкальського краю Росії.
Адміністративний центр — село Урлук.

## Населення
Населення сільського поселення становить 1272 особи (2019; 1557 у 2010, 1990 у 2002).

## Склад
До складу сільського поселення входять:
| Населений пункт  | Населення, осіб (2002) | Населення, осіб (2010) |
| ---------------- | ---------------------- | ---------------------- |
| Урлук, село      | 1784                   | 1417                   |
| Усть-Урлук, село | 206                    | 140                    |